# Arie Yaari
Arie Yaari (em hebraico: אריה יערי; Katowice, 30 de julho de 1922 – Taubaté, 31 de Agosto de 2010) foi um judeu polonês naturalizado brasileiro.

## Biografia
Nascido em Katowice, Silésia, hoje território polonês, Arie nasceu como Leon Greenwald e registrado como Leon Bookspan, sendo filho de David Greenwald e Reisl Krieser. Teve dois irmãos, Moshe e Jacob. Ficou cinco anos preso em campos de trabalho forçado e de concentração na Alemanha durante a Segunda Guerra Mundial. Aos 22 anos, assumiu a identidade falsa de Abraham Shtiglitz para imigrar para Palestina logo após o fim da guerra, em 1945. Serviu no exército israelense de 1948 a 1950 com essa identidade e, quando deu baixa, mudou seu nome para Arie Yaari, que em hebraico significa Leon Greenwald.

Em 1953, decide imigrar da Palestina para os Estados Unidos, mas deixa o país com visto brasileiro. A intenção, segundo Arie, era conseguir ajuda da comunidade judaica de São Paulo para uma viagem aos EUA. Contudo, decidiu escolher o Brasil como pátria.
"Chegamos ao porto de Santos e tomamos o trem para São Paulo. Aí aconteceu algo que me emocionou muito e me fez ficar no Brasil. Um trabalhador estava sentado no chão do trem, comendo de sua marmita. Ao me olhar, ele me perguntou se eu estava servido. Nunca havia vivido isso antes, em lugar algum. Logo nas minhas primeiras horas no país vivi a hospitalidade e a bondade do povo brasileiro. E assim o Brasil, que deveria ter sido um país de trânsito, se tornou a minha pátria".
Escreveu a autobiografia O Leão da Montanha: Dos campos da morte aos Campos do Jordão, relatando a sua experiência desde a prisão nos campos nazis até à sua fuga para o Brasil. Arie passou por onze campos de concentração em cinco anos, até ser libertado por tropas soviéticas em 1945.
Segundo sua autobiografia, Steven Spielberg o consultou quando dirigiu seu filme A Lista de Schindler em 1998. Seu livro contém a carta de agradecimento escrita por Spielberg.

## Vida pessoal
Morou em Taubaté, no interior de São Paulo, onde realizou palestras em escolas, programas de rádio e televisão com o intuito de passar a sua experiência e também, segundo ele, impedir que coisas desta natureza ocorressem novamente.
Foi casado por 37 anos com Zipora (Fela) Yaari (ela também uma sobrevivente do nazismo), com quem teve três filhos: Josef (nascido na Alemanha), Shoshana (nascida em Israel) e Paulina (nascida em São Paulo, Brasil). Em seu segundo casamento, ele vivia com Olívia Yaari.
Faleceu na madrugada do dia 31 de agosto de 2010 após estar internado por vários dias no hospital São Lucas em Taubaté, Vale do Paraíba, onde seu coração parou de bater à 01 da manhã. O sepultamento ocorreu às 14h de mesmo dia, no cemitério israelita do Butantã, em São Paulo.